# Cercacat
El Cercacat és un metacercador en llengua catalana creat l'any 2022 per Xavier Giralt. Utilitza un sistema d'afegiment dels resultats d'altres motors de cerca sense emmagatzemar informació dels seus usuaris.